# Eversem
Eversem is een gehucht in de gemeente Meise.
Eversem ligt ruim een kilometer ten oostnoordoosten van Sint-Brixius-Rode, een ander gehucht van Meise. De historische kern van Eversem bevindt zich bij de kruising van de Kapellelaan met de Potaardestraat en de Beigemstraat-Eversemsesteenweg. De Potaardestraat verbindt Eversem met Sint-Brixius-Rode, de Beigemstraat-Eversemsesteenweg vormt de verbinding met Humbeek en Beigem. Op de Ferrariskaarten van de jaren 1770 is te zien dat er in het gehucht zo'n 35 gebouwen stonden.
Eversem is een Germaanse plaats. De huidige Herbrandstraat heette tot aan de gemeentefusie Driesstraat en vormde met de Kapellelaan en de Beigemstraat een dries.

## Woonwijk
Op de kouters ten zuidwesten van de historische kern is er een relatief grote woonwijk gebouwd. Dit is een sociale woonwijk, waardoor de meeste huizen dezelfde zijn. De wijk is in vijf fasen gebouwd, en er zijn plannen om het nog verder uit te breiden (woonuitbreiding Tussenveld). Om die reden bevindt de wijkschool (de Gemeentelijke Basisschool Sint-Brixius-Rode) zich nu aan de rand van de wijk, terwijl deze centraal in de wijk gepland was. Op 4 maart 2019 besloot de gemeente Meise de uitbreiding Tussenveld op te schorten.
Deelgemeenten: Meise · Wolvertem

Overige dorpen en gehuchten: Eversem · Imde · Meuzegem · Nerom · Oppem · Rossem · Sint-Brixius-Rode · Westrode

Belgische gemeenten · Arrondissement Halle-Vilvoorde · Vlaams-Brabant · Vlaanderen